# Will Byers
William „Will“ Byers je fiktivní postava z amerického seriálu Stranger Things vyrobeného společností Netflix. Postavu Willa ztvárňuje americký herec Noah Schnapp, vytvořena byla bratry Dufferovými.

## Život
Will je synem Joyce Byersové a Lonnieho Byerse, má také staršího bratra Jonathana. Jedná se o tichého chlapce s talentem na kreslení. V prvním dílu seriálu je Will unesen příšerou z dimenze Vzhůru nohama, a tak jeho matka Joyce s šerifem Hopperem zahájí vyšetřování. Podle jeho otce Lonnieho je gay. Herec Noah Schnapp v červenci 2022 prohlásil, že je podle něj „stoprocentně jasné“ a „zcela zřejmé“, že Will je gay a je zamilovaný do Mikea. Během první řady je řazen mezi vedlejší postavy, v ostatních řadách je již uveden jako hlavní postava.

## Ocenění
Noah Schnapp získal ocenění se seriálem Stranger Things, mj. cenu za „nejlepší obsazení dramatického seriálu“ na Screen Actors Guild Awards a za „nejstrašidelnější herecký výkon“ získali cenu MTV Movie & TV Awards.